# التحدث عن شيئا ما (فلم)
التحدث عن شيئا ما (بالإنجليزية: Something to Talk About) فيلم كوميدي درامي أمريكي تم إصداره عام 1995 من إخراج لاسي هالستروم و بطولة جوليا روبرتس ، دينيس كويد

## ملخص قصة
تكتشف غرايس أن زوجها ، إدي ، على علاقة مع امرأة أخرى فتترك منزل و تذهب لتقيم فترة في منزل شقيقتها إيما لتفكر في مشكلتها بهدوء. لكن ما يفاجئ جريس، ردة فعل جميع من حولها الذين ينصحوها بتخطي الأمر بما فيهم والدها الذي يقنعها أنه لا مجال للخلافات في ذلك الوقت بسبب إانشغال الجميع بسباق الخيول الذي تستعد له العائلة.

## روابط خارجية
مقالات تستعمل روابط فنية بلا صلة مع ويكي بيانات